# Juan I de Amalfi
Juan I (fallecido en 1007) era el duque de Amalfi (1004-1007) y el príncipe de Salerno (981-983). Él era el hijo de Manso I. 
Su padre le asocia en el principado de Salerno, pero su gobierno fue impopular y fue derrocado por Juan II. Juan heredó el trono de Amalfi después de la muerte de su padre y gobernó un corto tiempo de tres años.